# Паресис (Рондония)

Паресис на карте штата.

Паресис (порт. Parecis) — муниципалитет в Бразилии, входит в штат Рондония. Составная часть мезорегиона Восток штата Рондония. Входит в экономико-статистический микрорегион Вильена. Население составляет 4 810 человек на 2010 год. Занимает площадь 2 548,68 км². Плотность населения — 1,89 чел./км².

## Демография
Согласно сведениям, собранным в ходе переписи 2010 г. Национальным институтом географии и статистики (IBGE), население муниципалитета составляет:
| Полное население                               | Полное население                               | Полное население                               | Полное население                               | 4 810 |
| ---------------------------------------------- | ---------------------------------------------- | ---------------------------------------------- | ---------------------------------------------- | ----- |
| в том числе:                                   | Городское население                            | 1 774                                          | Процент городского населения, %                | 36,88 |
|                                                | Сельское население                             | 3 036                                          | Процент сельского населения, %                 | 63,12 |
|                                                | Мужское население                              | 2 595                                          | Процент мужского населения, %                  | 53,95 |
|                                                | Женское население                              | 2 215                                          | Процент женского населения, %                  | 46,05 |
| Плотность населения, чел/км²                   | Плотность населения, чел/км²                   | Плотность населения, чел/км²                   | Плотность населения, чел/км²                   | 1,89  |
| Население муниципалитета в % к населению штата | Население муниципалитета в % к населению штата | Население муниципалитета в % к населению штата | Население муниципалитета в % к населению штата | 0,31  |

По данным оценки 2015 года население муниципалитета составляет 5 697 жителей.

## Статистика
- Валовой внутренний продукт на 2004 составляет 22.246.000,00 реалов (данные: Бразильский институт географии и статистики).
- Валовой внутренний продукт на душу населения на 2004 составляет 6.941,00 реалов (данные: Бразильский институт географии и статистики).
- Индекс развития человеческого потенциала на 2000 составляет 0,666 (данные: Программа развития ООН).

## География
Климат местности: экваториальный. В соответствии с классификацией Кёппена, климат относится к категории Am.

## Важнейшие населенные пункты
| № | Населённый пункт | Населённый пункт (порт.) | Категория | Население чел. (2010) | На карте                        |
| - | ---------------- | ------------------------ | --------- | --------------------- | ------------------------------- |
| 1 | Паресис          | Parecis                  | город     | 1774                  | 12°10′50″ ю. ш. 61°36′11″ з. д. |